# Karol Lilienfeld-Krzewski

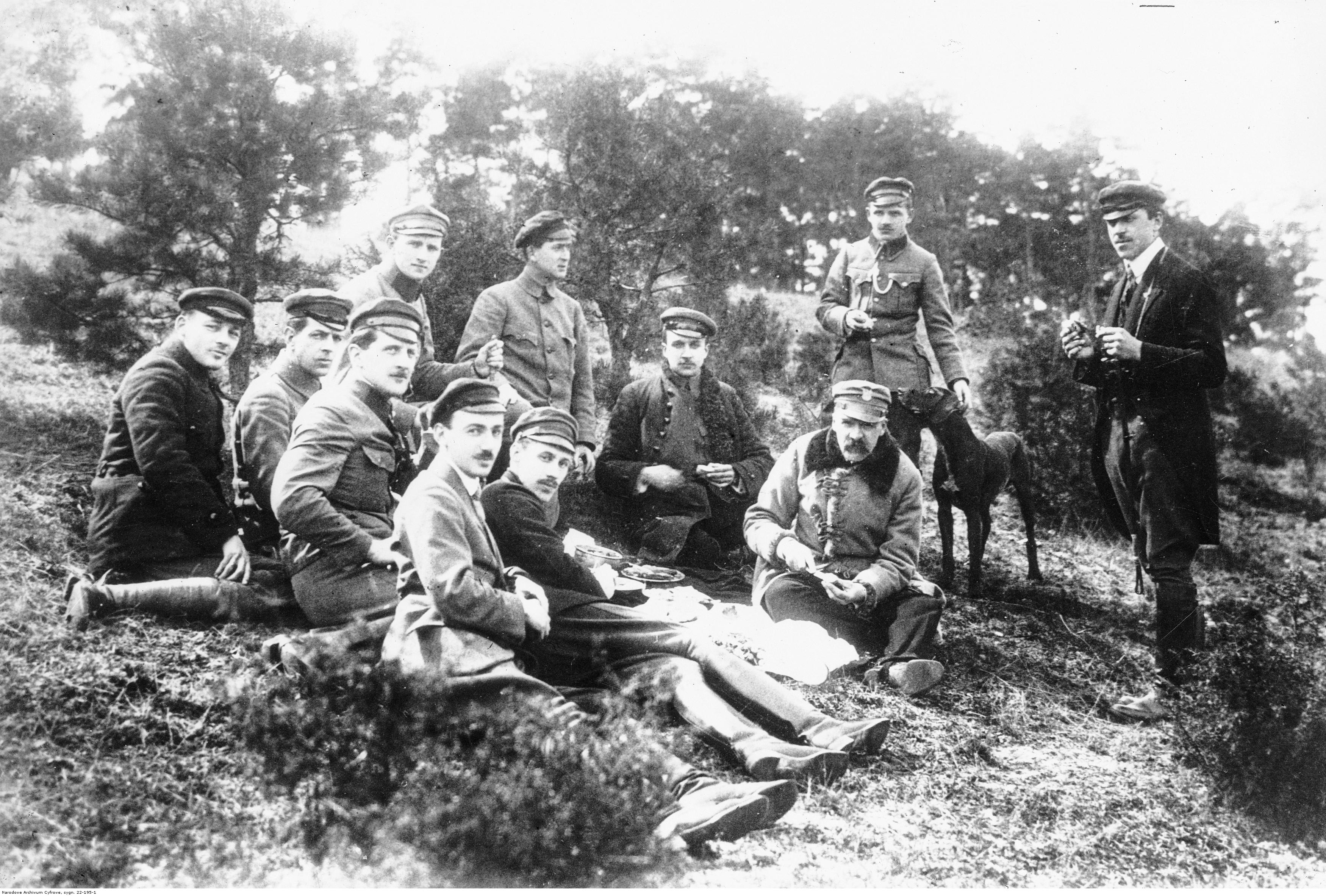
Komendant Józef Piłsudski na ćwiczeniach POW w Zielonce pod Warszawą w 1917 roku. Od lewej siedzą: Janusz Jędrzejewicz, Janusz Gąsiorowski, Jan Opieliński, Wacław Jędrzejewicz, Bogusław Miedziński, Tadeusz Kasprzycki, Józef Piłsudski. Od lewej stoją: Wacław Denhoff-Czarnocki, Karol Lilienfeld-Krzewski, Władysław Horyd i Henryk Krok-Paszkowski

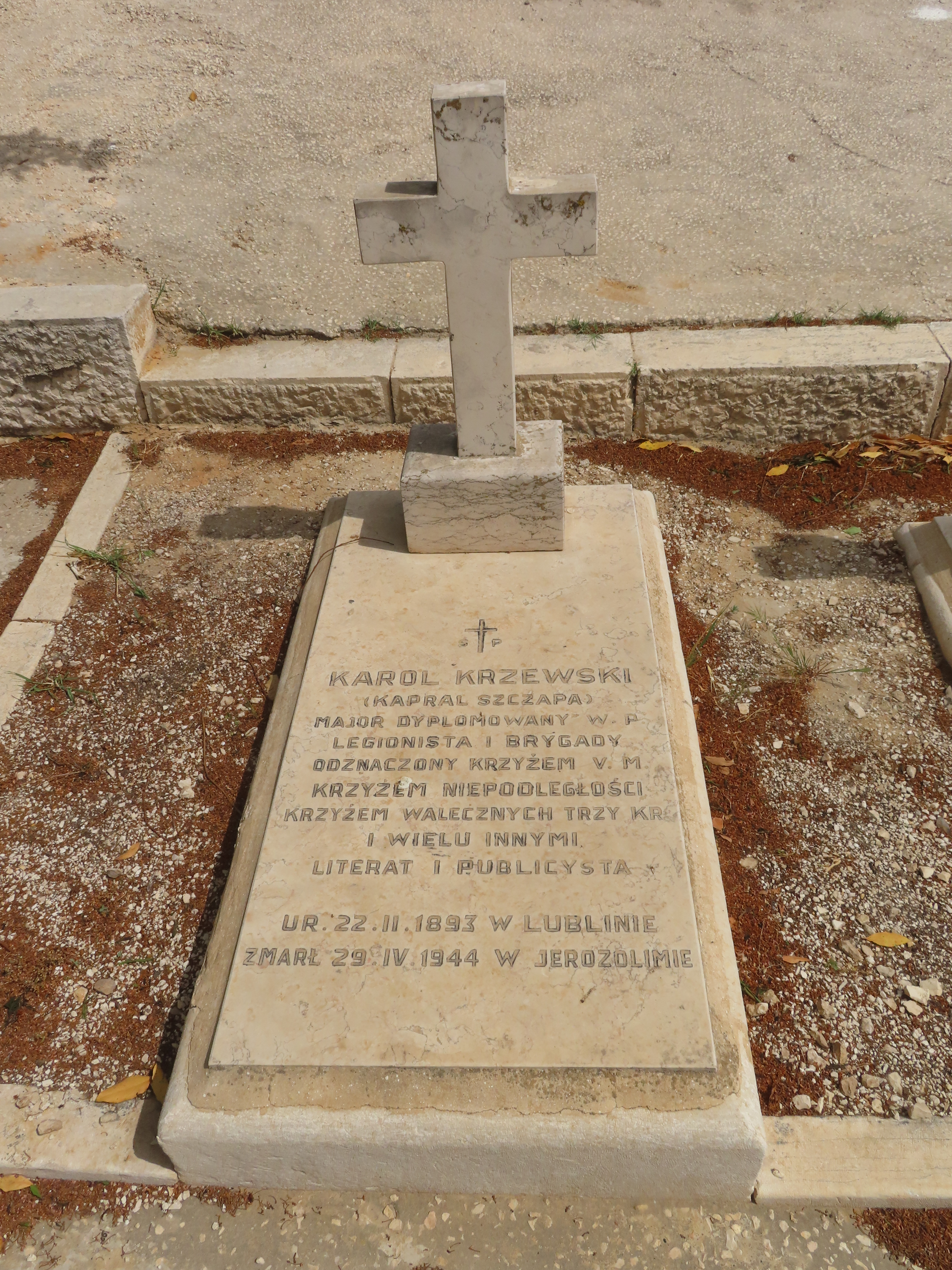
Nagrobek Karola Lilienfelda-Krzewskiego na cmentarzu w Jerozolimie.

Karol Lilienfeld-Krzewski ps. Kapral Szczapa (ur. 22 lutego 1893 w Lublinie, zm. 29 kwietnia 1944 w Jerozolimie) – polski dziennikarz i literat, major dyplomowany piechoty Wojska Polskiego. Jeden z największych twórców etosu Legionów Polskich, legendy I Brygady i kultu marsz. Józefa Piłsudskiego, historyk literatury polskiej i wojskowości.

## Życiorys
Syn lekarza Hermana Lilienfelda, wychowany w rodzinie żydowskiej, w religii katolickiej. Po ukończeniu gimnazjum w 1911 otrzymał stypendium i wyjechał do Krakowa, gdzie studiował historię literatury polskiej na Wydziale Filozoficznym Uniwersytetu Jagiellońskiego pod kierunkiem prof. Ignacego Chrzanowskiego. Podczas nauki pierwszy raz zetknął się z entuzjastami Józefa Piłsudskiego. Pod ich wpływem przystąpił go organizacji „Płomień”, gdzie poznał m.in. Kazimierza Wierzyńskiego, Adama Koca, Bogusława Miedzińskiego i Romana Starzyńskiego. Wkrótce zaangażował się w działalność Związku Walki Czynnej i Strzelca, gdzie pod nadzorem Stanisława Machowicza przeszedł wyszkolenie wojskowo–inżynierskie, informacyjno–wywiadowcze i z zakresu działalności wywrotowej. Po wybuchu I wojny światowej z ramienia tej organizacji posługując się pseudonimem „Krzewski” wyjechał na Lubelszczyznę z rozkazami mobilizacyjnymi dla drużyn Strzelca.
W październiku 1914 wstąpił do Polskiej Organizacji Wojskowej i wyjechał do Warszawy, gdzie brał czynny udział w działalności konspiracyjnej, szkolił rekrutów oraz w ramach Oddziału Lotnego uczestniczył w dywersji i wywiadzie skierowanym przeciwko Rosji. Po wkroczeniu do stolicy w sierpniu 1915 armii niemieckiej razem z Batalionem Warszawskim przyłączył się do 1 pułku piechoty Legionów, został wówczas awansowany na sierżanta sztabowego. Walczył pod dowództwem Edwarda Śmigłego-Rydza, podczas bitwy pod Kostiuchnówką, uczestniczył w walkach osłonowych podczas odwrotu nad Stochód, w uznaniu męstwa został odznaczony Srebrnym Krzyżem Virtuti Militari. Po pierwszym kryzysie legionowym przyłączył się do konspiracyjnej działalności Polskiej Organizacji Wojskowej, od września 1916 był komendantem kursu Szkoły Podchorążych w Warszawie. Publikował wówczas na łamach czasopisma „Rząd i Wojsko” felietony propagujące ideologię Józefa Piłsudskiego oraz legendę Legionów. Uniknął aresztowania w lipcu 1917, a w listopadzie 1918 uczestniczył w Warszawie w rozbrajaniu Niemców.
Po odzyskaniu przez Polskę niepodległości pozostał w strukturach wojskowych, od 1919 przydzielony do Oddziału II Sztabu Generalnego. Rok później awansował do stopnia kapitana. W czasie wojny z bolszewikami dowodził batalionem 201 pułku piechoty wchodzącego w skład Dywizji Ochotniczej. Od 1921 służył w 1 pułku piechoty Legionów, dwa lata później związał się z Instytutem Badań Najnowszej Historii Polski, gdzie powierzono mu archiwum Polskiej Organizacji Wojskowej.
2 listopada 1923 roku został przydzielony z Oddziału II Sztabu Generalnego do 1 pułku piechoty Legionów z jednoczesnym odkomenderowaniem do Wyższej Szkoły Wojennej w Warszawie na jednoroczny kurs doszkolenia. Z dniem 15 października 1924 roku, po ukończeniu kursu i otrzymaniu dyplomu naukowego oficera Sztabu Generalnego, został przydzielony do Oddziału IV Sztabu Generalnego. Po przewrocie majowym był oficerem do zadań zleconych Szefa Sztabu Generalnego, a następnie oficerem zadaniowym wiceministra spraw wojskowych. W 1929 objął stanowisko szefa wydziału w Biurze Inspekcji Generalnego Inspektoratu Sił Zbrojnych. W 1932 roku został przeniesiony z Dowództwa 10 Dywizji Piechoty w Łodzi do Wojskowego Instytutu Naukowo-Wydawniczego w Warszawie na stanowisko szefa Wydziału Prasowego. Z racji pełnionej funkcji był przewodniczącym Komitetu Redakcyjnego „Wiarusa”, organu podoficerów zawodowych wojska lądowego i marynarki wojennej. Z dniem 28 lutego 1935 roku został przeniesiony w stan spoczynku.
W 1933 roku zastąpił generała Juliana Stachiewicza na stanowisku przewodniczącego Głównej Rady Programowej Polskiego Radia. Wprowadził do Radia idee sanacyjne, wyznaczał kierunki tematyki podejmowanej w programach oraz określał koncepcje dzienników informacyjnych i przeglądów prasy. Zwiększył rolę krzewienia patriotyzmu, wierności Polsce, pracy związanej z rozwojem gospodarczym a ponadto popularyzowanie myśli państwowej Józefa Piłsudskiego. Karol Lilienfeld-Krzewski był również felietonistą, krytykiem literackim, redaktorem oraz sprawozdawcą z uroczystości państwowych i ważnych wydarzeń kulturalnych.
Współpracował również z Belloną (w okresie I 1933 – VI 1933 był redaktorem naczelnym), Przeglądem Wojskowym i Polską Zbrojną. Od 1936 związał się ze środowiskiem bliskim gen. Edwardowi Śmigłemu-Rydzowi i prezydentowi Ignacemu Mościckiemu, był jednym z propagatorów idei Obozu Zjednoczenia Narodowego, którą głosił m.in. na łamach czasopisma „Zaczyn”. W 1939 poświęcił się pracom nad warszawskim pozytywizmem i analizie dyplomacji, rozpoczął również pracę dotyczącą twórczości Elizy Orzeszkowej, ale przerwał mu ją wybuch II wojny światowej.
Walczył w kampanii wrześniowej jako oficer sztabu Armii „Pomorze”. 16 września przedostał się do Zbaraża, gdzie spotkał się z majorem Julianem Piaseckim aby omówić plany działań konspiracyjnych. Razem z grupą dziennikarzy Polskiego Radia znalazł się 18 września w Czerniowcach, a następnie w Buzau, gdzie spotkał twórców Wesołej Lwowskiej Fali. Od początku 1940 przebywał w Bukareszcie, gdzie pełnił funkcję informatora oraz zaufanego współpracownika utrzymującego kontakt ze środowiskiem piłsudczyków przy Edwardzie Rydzu-Śmigłym. 15 grudnia 1940 Edward Rydz-Śmigły nie informując wcześniej najbliższego otoczenia o swych planach zbiegł na Węgry. W 1941 chorujący od ponad dwóch lat na nowotwór krtani Karol Lilienfeld-Krzewski wyjechał przez Sofię, Stambuł i Ankarę do Hajfy, gdzie poddał się leczeniu. Zajmował się tłumaczeniem literatury francuskiej oraz zaocznie zdał egzamin z języka angielskiego na Oxfordzie. Nie ustawał w dążeniu do przydzielenia do czynnej służby wojskowej, nastąpiło to pod koniec 1943, gdy ze względu na stan zdrowia automatycznie przeniesiono go w stan nieczynny. Na początku 1944 w wyniku postępującego nowotworu stracił głos. Zmarł w Jerozolimie 29 kwietnia 1944 roku. Został pochowany w kwaterze polskiej katolickiego cmentarza parafialnego na Górze Syjon (miejsce: II.1).

## Twórczość
Twórczość literacką rozpoczął w 1914, aby przybliżać idee legionów publikował związane z nią tematycznie felietony na łamach„ Podchorążego” i „Rządu i Wojska”, które były organami prasowymi Polskiej Organizacji Wojskowej. Podczas kampanii wołyńskiej prowadził gawędy i pogadanki, których rolą było podtrzymanie kultury wojskowej i etosu legionowego. Publikował ulotki, w których poprzez żartobliwy sposób pisania przekazywał treści podnoszące morale żołnierzy. Stworzył wówczas postać Kaprala Szczapy, który w satyryczny sposób komentował legionową rzeczywistość, ale równocześnie utwierdzał czytelników w walce o wolną Polskę. Publikując na łamach gazetki legionowej „Konferencja pokojowa” budował legendę dziejowej misji Legionów, mit I Brygady i kult osoby Józefa Piłsudskiego. Od września 1916 propagował ideologię piłsudczyków pisząc felietony do „Rządu i Wojska”, z którym był związany przez cały okres jego ukazywania się. Od 1 lutego 1922 ukazywało się pismo„ Droga”, którego głównym celem było rozpowszechnianie podstaw programowych zwolenników Józefa Piłsudskiego, propagowanie idei państwowych oraz upowszechnianie zasług środowisk legionowych. Karol Lilienfeld-Krzewski był jednym z czołowych publicystów działu kulturalnego, poruszał tematykę polityczną oraz krytykował słabość polskiej dyplomacji i rozwarstwienie polityczne. W wielu czasopismach publikowano opowieści Kaprala Szczapy, ponadto felietony Karola Lilienfelda ukazywały się na łamach „Polski Zbrojnej”, „Wiadomości Literackich”, „Gazety Polskiej” i „Kuriera Porannego”. W latach 30. ukazała się jego autobiograficzna powieść „I Brygada”, praca „Zasady federacji w polskiej polityce kresowej”, a także broszura polityczna „Komendant–wychowawca”. Od 1936 publikował na łamach „Wiarusa” (przez rok był redaktorem naczelnym), „Zaczynu”, „Gazety Polskiej”,„ Bellony” i „Kuriera Porannego” oraz w wydawnictwach Wojskowego Instytutu Naukowo-Oświatowego.

## Ordery i odznaczenia
- Krzyż Srebrny Orderu Virtuti Militari nr 4954
- Krzyż Niepodległości (20 stycznia 1931)[8]
- Krzyż Kawalerski Orderu Odrodzenia Polski (1938)[9]
- Krzyż Walecznych (czterokrotnie)
- Krzyż Zasługi Wojsk Litwy Środkowej
- Krzyż Legionowy
- Odznaka Pamiątkowa Generalnego Inspektora Sił Zbrojnych
- Krzyż Oficerski Orderu Korony Rumunii (Rumunia, 1929)[10][11]

- Krzyż Kawalerski Orderu Orła Białego (Jugosławia)